# Thanatus indicus
Thanatus indicus es una especie de araña cangrejo del género Thanatus, familia Philodromidae. Fue descrita científicamente por Simon en 1885.

## Distribución
Esta especie se encuentra en India.